# Severo-Koerilsk
Severo-Koerilsk (Russisch: Северо-Курильск; [Severo-Koerilsk]; "Noord-Koeril", Ainu: Mairuppo; Japans: 柏原 Kashiwabara, Kasivobara, Kataoka of Ótonai) is een klein stadje en een vissershaven in het noorden van het Russische eiland Paramoesjir van de Noordelijke Groep van de Koerilen. Het ligt iets ten zuiden van Kamtsjatka, 1338 kilometer ten noordoosten van Joezjno-Sachalinsk en 312 kilometer ten zuidwesten van Petropavlovsk-Kamtsjatski. Het is het bestuurlijk centrum van het district Severo-Koerilski. Op 7 kilometer van Severo-Koerilsk ligt de vulkaan Ebeko.

## Geschiedenis
Tussen 1875 en 1945 stond de plaats onder het bestuur van Japan, waarna de Sovjets het veroverden tijdens Operatie Augustusstorm aan het eind van de Tweede Wereldoorlog. In 1946 werd de Japanse naam veranderd naar de Russische naam Severo-Koerilsk en kreeg de plaats de status van stad onder districtsjurisdictie.

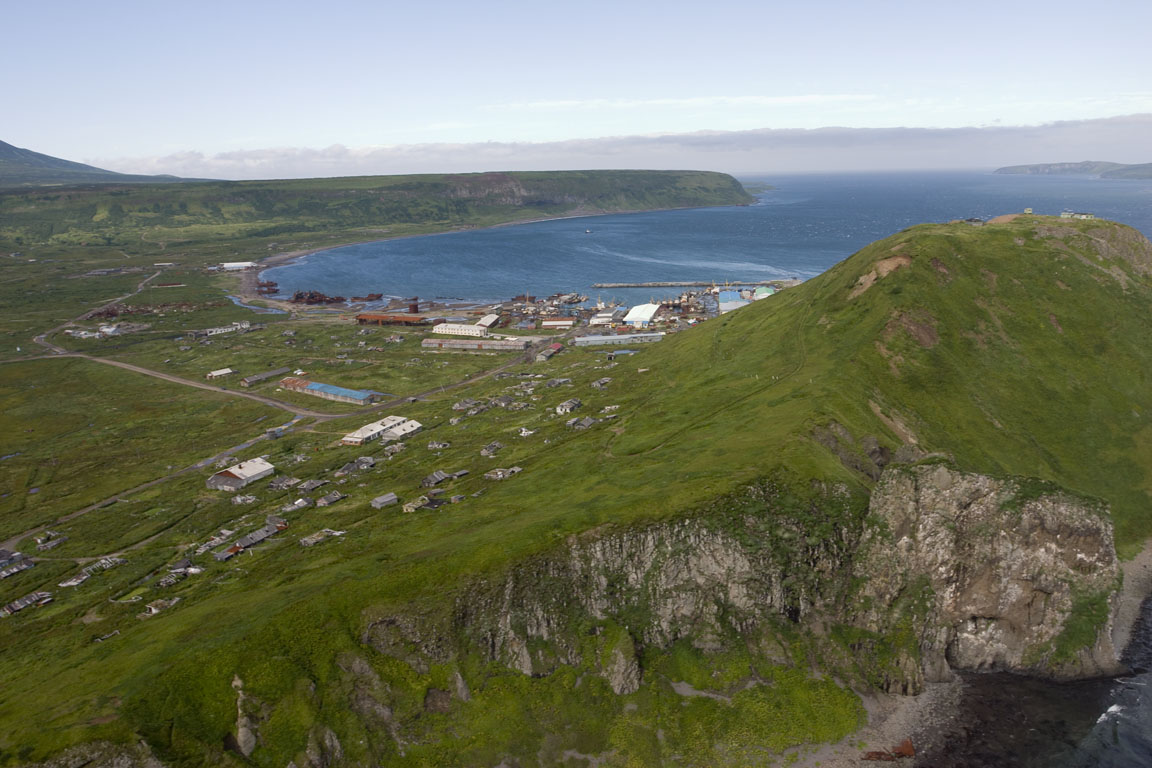
Restanten van Severo-Koerilsk van voor de tsunami van 1952, gezien vanuit de lucht

In 1952 vond een zware tsunami plaats op de eilanden na een aardbeving met magnitude 9,0, waarbij de plaats praktisch volledig werd verwoest. Later werd de plaats herbouwd, op een iets hoger gelegen plaats om herhaling van een dergelijke ramp te voorkomen. In juli 2025 kwam de stad desondanks opnieuw onder water te staan als gevolg van een tsunami, ten gevolge van een zeer zware aardbeving voor de kust van Kamtsjatka met magnitude 8,8, ongeveer 400 kilometer ten noordoosten van de plaats.

## Economie
De economie in de plaats bestaat uit de vangst en verwerking van vis (oostelijke nawaga, platvis en alaskakoolvis), krab (gevangen ten westen van Paramoesjir en Sjoemsjoe) en inktvissen (gevangen ten oosten van Paramoesjir en Sjoemsjoe).

## Demografie
| Ontwikkeling van het inwoneraantal |       |       |       |       |       |
| Jaar                               | 1959  | 1970  | 1979  | 1989  | 2002  |
| Bevolking                          | 7.700 | 3.600 | 4.000 | 5.200 | 2.600 |